# Museo del Realismo Español Contemporáneo
El Museo del Realismo Español Contemporáneo (MUREC) es un museo con sede en el hospital de Santa María Magdalena de la ciudad española de Almería, España.Fue inaugurado el 15 de marzo de 2024 y está gestionado por la Fundación de Arte Ibáñez Cosentino.

## Museo
El museo se aloja en el único edificio civil del siglo XVI que aún se conserva en la capital almeriense, el hospital de Santa María Magdalena, perteneciente a la Diputación de Almería. Para la restauración del inmueble fueron necesarios más de 10 millones de euros de inversión pública. El museo fue inaugurado el 15 de marzo de 2024, recibiendo más de 4.000 visitantes en sus primeros tres días.

## Colección
La colección permanente está compuesta de 269 obras en las que se incluyen 187 pinturas, 64 esculturas, 17 dibujos y un grabado.

### Planta baja
Además de las seis salas que se encuentran en la planta baja, también se encuentra en el patio una escultura de los reyes de España Felipe VI y Letizia Ortiz de Antonio López y una escultura de Francisco López.
En la planta baja se encuentran seis salas, estando la Sala I dedicada a la propia creación del museo con obras de Antonio López y Andrés García Ibáñez en las que se exponen paisajes de la provincia de Almería y algunas esculturas. A partir de la Sala II se va evolucionando cronológicamente, con artistas que desarrollaron su obra hasta principios del siglo XX como Joaquín Sorolla, Aureliano de Beruete e Ignacio Pinazo. La Sala III muestra las corrientes realistas más relevantes con obras de Ramón Casas, Santiago Rusiñol, Ignacio Zuloaga, Gonzalo Bilbao, López Mezquita, Mariano Benlliure y Antonio Fillol. Asimismo, el regionalismo es el protagonista en la Sala IV con la obra maestra de La consagración de la copla del pintor cordobés Julio Romero de Torres junto a otros trabajos de Eugenio Hermoso o Gabriel Morcillo. Finalmente, la Sala V expone artistas de las vanguardias históricas como Ramón Gaya, Cristóbal Ruiz, Joaquim Sunyer, Daniel Vázquez, Rosario de Velasco y Juan Cristóbal; mientras que la Sala VI está dedicada al eclecticismo y la modernidad de posguerra con artistas como Baldomero Romero Ressendi, Eduardo Vicente, Joaquín García Donaire, Xavier Valls, Antonio Campillo, Marisa Pinazo, José María Mallol Suazo o Elena Santonja.

### Primera planta
Subiendo por la escalera renacentista de Juan de Orea fechada a mediados del siglo XVI, se llega a la Sala VII con obras dedicadas los realistas de Madrid, con piezas de Antonio López, María Moreno, Francisco López, Isabel Quintanilla, Julio López, Esperanza Parada y Amalia Avia. Las Salas VIII y IX continúan con los realistas de Madrid, además de creadores abstractos y surrealistas como Lucio Muñoz, Luis Gordillo, José Paredes Jardiel y Enrique Gran. La Sala X alberga otros artistas realistas más contemporáneos, así como jóvenes pintores que han participado en los talleres del Museo Ibáñez de Olula del Río. Por último, la Sala XI es en realidad el corredor entre las diversas salas que expone modelos originales en escayola y resina de poliéster que han servido como inicio de obras de bronce de Antonio López, Francisco López y Julio López.

### Exposiciones temporales
La sala del artesonado, la joya del edificio del siglo XVI, y otra sala anexa albergan las exposiciones temporales del MUREC.